# Nati nel 1957/Maggio
| Questa pagina contiene informazioni ricavate automaticamente dalle voci biografiche con l'ausilio del template Bio e di un bot. L'aggiornamento è periodico e automatico e ricostruisce completamente la pagina. Se manca una persona in questa lista, sei pregato di non aggiungerla, ma accertati piuttosto che la sua voce biografica contenga il template Bio e che i dati anagrafici siano correttamente compilati. Se il template Bio manca, inseriscilo tu stesso o, in alternativa, metti l'avviso {{tmp\|Bio}} che ne segnala la mancanza. Se i dati riportati sono sbagliati, correggi direttamente la voce biografica; le modifiche saranno visibili in questa lista entro pochi giorni. Per chiarimenti vedi il progetto biografie. La lista contiene solo le 283 persone che sono citate nell'enciclopedia e per le quali è stato implementato correttamente il template Bio. Pagina aggiornata al 18 ago 2025. |

- 1º maggio - Marisol Alfonzo, modella venezuelana
- 1º maggio - Marjorie Blackwood, ex tennista canadese
- 1º maggio - Fabio Brini, allenatore di calcio e ex calciatore italiano
- 1º maggio - José Mário Donizeti Baroni, calciatore brasiliano († 1978)
- 1º maggio - Barbara Hallquist, ex tennista statunitense
- 1º maggio - Jo Jorgensen, politica statunitense
- 1º maggio - Steve Meretzky, programmatore e autore di videogiochi statunitense
- 1º maggio - Uberto Pasolini, produttore cinematografico, regista e sceneggiatore italiano
- 1º maggio - Craig Shelton, ex cestista statunitense
- 1º maggio - Richard Swett, politico statunitense
- 1º maggio - Dave Taylor, ex wrestler britannico
- 2 maggio - Marco Buticchi, scrittore italiano
- 2 maggio - Dominic Gorie, ex astronauta e aviatore statunitense
- 2 maggio - Jimmy Kelly, ex calciatore inglese
- 2 maggio - Dore Misuraca, politico italiano
- 2 maggio - Fabio Ochoa Vásquez, criminale colombiano
- 2 maggio - Markus Stockhausen, trombettista e compositore tedesco
- 2 maggio - Jaime Sunye Neto, scacchista brasiliano
- 3 maggio - Jesse Anderson, assassino statunitense († 1994)
- 3 maggio - Aleksandr Bokij, ex calciatore e allenatore di calcio sovietico
- 3 maggio - Alangaram Arokia Sebastin Durairaj, arcivescovo cattolico indiano
- 3 maggio - Franco Manzoni, poeta italiano
- 3 maggio - Mauro Martoriati, artista italiano
- 3 maggio - Sanae Mishima, ex calciatrice giapponese
- 3 maggio - Fabio Pusterla, poeta, traduttore e critico letterario svizzero
- 3 maggio - Cesare Rasini, doppiatore e direttore del doppiaggio italiano
- 3 maggio - Dario Vergassola, comico, cabarettista e cantautore italiano
- 4 maggio - Rafael Acevedo, ex ciclista su strada colombiano
- 4 maggio - Jarle Halsnes, ex sciatore alpino norvegese
- 4 maggio - Kathy Kreiner, ex sciatrice alpina canadese
- 4 maggio - Jim McAlister, allenatore di calcio e ex calciatore statunitense
- 4 maggio - Soozie Tyrell, musicista statunitense
- 4 maggio - Elena Čižova, scrittrice russa
- 5 maggio - Marc Dugain, scrittore, regista e sceneggiatore francese
- 5 maggio - Buddy Giovinazzo, regista, sceneggiatore e scrittore statunitense
- 5 maggio - Richard E. Grant, attore britannico
- 5 maggio - Peter Howitt, regista, attore e sceneggiatore britannico
- 5 maggio - Małgorzata Kidawa-Błońska, politica e sociologa polacca
- 5 maggio - Domenico Marocchino, ex calciatore italiano
- 5 maggio - Mike Mastrullo, allenatore di hockey su ghiaccio e ex hockeista su ghiaccio statunitense
- 5 maggio - Lowes Moore, ex cestista statunitense
- 5 maggio - Michele Pelillo, politico italiano
- 5 maggio - Erik Puchaev, politico georgiano
- 5 maggio - Sergio Romanò, doppiatore, dialoghista e direttore del doppiaggio italiano
- 6 maggio - Tom Cousineau, giocatore di football americano statunitense
- 6 maggio - Luciano Liboni, criminale italiano († 2004)
- 7 maggio - Ned Bellamy, attore statunitense
- 7 maggio - Barbara D'Urso, conduttrice televisiva e attrice italiana
- 7 maggio - Véronique Jannot, attrice e cantante francese
- 7 maggio - Jordan Lund, attore statunitense
- 7 maggio - Sarah Mkhonza, scrittrice e attivista swazilandese
- 7 maggio - Mark Taylor, politico statunitense
- 8 maggio - Daniele Gaetano Borioli, politico italiano
- 8 maggio - Eddie Butler, rugbista a 15, giornalista e telecronista sportivo britannico († 2022)
- 8 maggio - Bill Cowher, ex giocatore di football americano e allenatore di football americano statunitense
- 8 maggio - Deena Deardurff, ex nuotatrice statunitense
- 8 maggio - Romuald Giegiel, ex ostacolista polacco
- 8 maggio - Bernd Krauss, allenatore di calcio e ex calciatore tedesco
- 8 maggio - Fabrizio Lucchi, ex calciatore italiano
- 8 maggio - Marie Myriam, cantante francese
- 8 maggio - Roger Pyttel, ex nuotatore tedesco orientale
- 8 maggio - Beatrice Scarpato, scenografa italiana
- 8 maggio - Simon Ungers, architetto tedesco († 2006)
- 8 maggio - Massimo Urbani, sassofonista italiano († 1993)
- 9 maggio - Fulvio Collovati, ex calciatore e dirigente sportivo italiano
- 9 maggio - Leda Cosmides, psicologa statunitense
- 9 maggio - Rubén Cousillas, allenatore di calcio e ex calciatore argentino
- 9 maggio - Dicky Eklund, ex pugile statunitense
- 9 maggio - Pier Giorgio Gawronski, economista e giornalista italiano
- 9 maggio - Marco Gelardini, attore italiano
- 9 maggio - Billy Hamilton, allenatore di calcio e ex calciatore nordirlandese
- 9 maggio - Beatus Kinyaiya, arcivescovo cattolico tanzaniano
- 9 maggio - Kristian Levring, regista e sceneggiatore danese
- 9 maggio - Claudio Lotito, imprenditore, dirigente sportivo e politico italiano
- 9 maggio - Frank Rozendaal, zoologo olandese († 2013)
- 9 maggio - Anna Sarabia, ex cestista francese
- 9 maggio - Mike Shaw, wrestler statunitense († 2010)
- 9 maggio - Don Smith, ex giocatore di football americano statunitense
- 10 maggio - Vladimir Alikin, ex biatleta sovietico
- 10 maggio - Fausto Fawcett, cantante e scrittore brasiliano
- 10 maggio - Michele Fedrigotti, pianista, compositore e arrangiatore italiano
- 10 maggio - Fathi Hassan, pittore e scultore egiziano
- 10 maggio - Karl Hyde, musicista e cantante britannico
- 10 maggio - Alex Jennings, attore britannico
- 10 maggio - Phil Mahre, ex sciatore alpino statunitense
- 10 maggio - Steve Mahre, ex sciatore alpino statunitense
- 10 maggio - Sid Vicious, bassista e cantante britannico († 1979)
- 11 maggio - Fanny Cottençon, attrice e produttrice cinematografica francese
- 11 maggio - Marco Filibeck, direttore della fotografia italiano
- 11 maggio - Riccardo Matteucci, ex giocatore di baseball italiano
- 11 maggio - Hidemi Miyashita, ex sollevatore giapponese
- 11 maggio - Peter North, ex attore pornografico canadese
- 11 maggio - Giuseppe Sabbatini, tenore italiano
- 11 maggio - Miss Xox, musicista, cantante e produttore discografico italiano
- 12 maggio - Renee Blount, ex tennista statunitense
- 12 maggio - Tonio Borg, avvocato e ex politico maltese
- 12 maggio - Claudio Buziol, imprenditore italiano († 2005)
- 12 maggio - Goran Knežević, ex cestista, dirigente sportivo e politico serbo
- 12 maggio - Marianne Lindahl, ex cestista svedese
- 12 maggio - Antonio Presti, imprenditore e mecenate italiano
- 12 maggio - Nikolaj Romanov, pittore russo
- 12 maggio - Shmuel Zisman, ex cestista israeliano
- 13 maggio - Alan Ball, drammaturgo, sceneggiatore e regista statunitense
- 13 maggio - Frances Barber, attrice britannica
- 13 maggio - Daniele Carnacina, regista, autore televisivo e produttore televisivo italiano
- 13 maggio - Luca Di Fulvio, scrittore, attore teatrale e drammaturgo italiano († 2023)
- 13 maggio - Simone Drexel, cantante svizzera
- 13 maggio - Claudie Haigneré, politica e ex astronauta francese
- 13 maggio - Mark Heap, attore e comico britannico
- 13 maggio - Carrie Lam, politica hongkonghese
- 13 maggio - Martin Provost, regista e sceneggiatore francese
- 13 maggio - Mar Roxas, politico filippino
- 13 maggio - Kōji Suzuki, scrittore giapponese
- 13 maggio - Stefano Tacconi, ex calciatore italiano
- 13 maggio - Enzo Vecciarelli, generale italiano
- 14 maggio - Antonio Bernardini, diplomatico italiano
- 14 maggio - Giuliano Biatta, ex ciclista su strada italiano
- 14 maggio - Daniela Dessì, soprano italiano († 2016)
- 14 maggio - William Gregory, ex astronauta statunitense
- 14 maggio - Jukka Ikäläinen, ex calciatore finlandese
- 14 maggio - Leilani Jones, attrice e cantante statunitense
- 14 maggio - Marino Lejarreta, dirigente sportivo e ex ciclista su strada spagnolo
- 14 maggio - Don O'Riordan, allenatore di calcio e ex calciatore irlandese
- 14 maggio - Susie Wiles, funzionaria e politica statunitense
- 15 maggio - Víctor Chacón, ex cestista dominicano
- 15 maggio - Maggie Crane, ex sciatrice alpina statunitense
- 15 maggio - Isa Gallinelli, attrice italiana
- 15 maggio - Meg Gardiner, scrittrice statunitense
- 15 maggio - Luigi Gozzoli, ex calciatore italiano
- 15 maggio - Juan José Ibarretxe, politico e economista spagnolo
- 15 maggio - Norbert Növényi, attore e ex lottatore ungherese
- 15 maggio - Vincenzo Onorato, armatore italiano
- 15 maggio - Kevin Von Erich, ex wrestler statunitense
- 15 maggio - Giovanni di Lussemburgo, principe lussemburghese
- 15 maggio - Margaretha di Lussemburgo, principessa lussemburghese
- 16 maggio - Joan Benoit, ex maratoneta statunitense
- 16 maggio - Giuseppe M. Gaudino, regista, scenografo e sceneggiatore italiano
- 16 maggio - Maurizio Glielmo, chitarrista italiano
- 16 maggio - Thomas Hirschhorn, artista svizzero
- 16 maggio - Maja Kutleša, ex cestista jugoslava
- 16 maggio - Antonio Maceda, ex calciatore e allenatore di calcio spagnolo
- 16 maggio - Giovanni Negri, imprenditore, politico e scrittore italiano
- 16 maggio - Adriana-Doina Pană, politica rumena
- 16 maggio - Jurij Julianovič Ševčuk, cantante e chitarrista russo
- 16 maggio - Bob Suter, hockeista su ghiaccio statunitense († 2014)
- 17 maggio - Winford Boynes, ex cestista statunitense
- 17 maggio - Marco Caselli Nirmal, fotografo italiano
- 17 maggio - Miguel Falero, allenatore di calcio e ex calciatore uruguaiano
- 17 maggio - Wilfried Hannes, allenatore di calcio e ex calciatore tedesco
- 17 maggio - Cynthia Harvey, ex ballerina, coreografa e direttrice artistica statunitense
- 17 maggio - Peter Høeg, scrittore danese
- 17 maggio - Whip Hubley, attore statunitense
- 17 maggio - Aleksej Markovskij, ex nuotatore sovietico
- 17 maggio - Anthony Reid, pilota automobilistico britannico
- 17 maggio - Linda Mottram, ex tennista britannica
- 18 maggio - Luca Maria Bianchi, storico della filosofia, saggista e medievista italiano
- 18 maggio - Michael Cretu, musicista rumeno
- 18 maggio - Norbert Gasser, ex hockeista su ghiaccio italiano
- 18 maggio - Thierry Meyssan, giornalista francese
- 18 maggio - Alberto Minetti, ex ciclista su strada italiano
- 18 maggio - Piero Niro, compositore, pianista e direttore artistico italiano
- 18 maggio - Sheila Ritchie, avvocato e politica britannica
- 18 maggio - Lionel Shriver, scrittrice e giornalista statunitense
- 18 maggio - Tertius Zongo, politico burkinabé
- 19 maggio - Philippe Collas, scrittore e sceneggiatore francese
- 19 maggio - Giorgio D'Ambrosio, politico italiano
- 19 maggio - Vittorio Grilli, economista, dirigente pubblico e politico italiano
- 19 maggio - Bill Laimbeer, ex cestista e allenatore di pallacanestro statunitense
- 19 maggio - James Reyne, cantautore australiano
- 19 maggio - Henk Wisman, allenatore di calcio e ex calciatore olandese
- 20 maggio - Cinzia Bruno, attrice italiana
- 20 maggio - Dermot Gallagher, ex arbitro di calcio irlandese
- 20 maggio - Gudrun Gut, musicista, disc jockey e cantante tedesca
- 20 maggio - Evans Kidero, politico keniota
- 20 maggio - Gea Martire, attrice italiana
- 20 maggio - Yoshihiko Noda, politico giapponese
- 20 maggio - Lucélia Santos, attrice e regista brasiliana
- 20 maggio - Bill Willoughby, ex cestista statunitense
- 20 maggio - Dubravka Šuica, politica croata
- 21 maggio - James Bailey, ex cestista statunitense
- 21 maggio - Bruce Buffer, annunciatore televisivo statunitense
- 21 maggio - Urbano Cairo, imprenditore, editore e dirigente sportivo italiano
- 21 maggio - Nadine Dorries, politica britannica
- 21 maggio - Toni Ebner, giornalista italiano
- 21 maggio - Christoph Gallio, sassofonista svizzero
- 21 maggio - Kyle T. Heffner, attore statunitense
- 21 maggio - Rebecca Jones, attrice messicana († 2023)
- 21 maggio - Seth Klarman, imprenditore e scrittore statunitense
- 21 maggio - Ökrös Oszkár, musicista ungherese († 2018)
- 21 maggio - Martin Penc, ex pistard ceco
- 21 maggio - Aleksandr Evgen'evič Ponomarëv, pittore russo
- 21 maggio - Luc Ravel, arcivescovo cattolico francese
- 21 maggio - Judge Reinhold, attore statunitense
- 21 maggio - Renée Soutendijk, attrice olandese
- 22 maggio - Ezio Blangero, ex calciatore italiano
- 22 maggio - Javier Castrilli, ex arbitro di calcio argentino
- 22 maggio - Kerstin Lundh, ex cestista svedese
- 22 maggio - Doug Martin, ex giocatore di football americano statunitense
- 22 maggio - Shinji Morisue, ex ginnasta giapponese
- 22 maggio - Lisa Murkowski, politica e avvocato statunitense
- 22 maggio - Paolo Pellegatti, batterista italiano
- 22 maggio - Rita Peri, ex ginnasta italiana
- 22 maggio - Anne Grete Preus, cantante norvegese († 2019)
- 22 maggio - Gary Sweet, attore e insegnante australiano
- 22 maggio - Lloyd Terry, ex cestista statunitense
- 23 maggio - Giulio Belletti, pallavolista italiano
- 23 maggio - Andrea Jory, ex bobbista italiano
- 23 maggio - Jean-Jacques Marx, ex calciatore francese
- 23 maggio - Jimmy McShane, cantautore e ballerino britannico († 1995)
- 23 maggio - Nazario Pagano, politico italiano
- 23 maggio - Serhij Plochij, docente e storico ucraino
- 23 maggio - Massimo Vannucci, politico italiano († 2012)
- 23 maggio - Cecilio Zunzunegui, ex calciatore spagnolo
- 24 maggio - Roberta Gasparetti, doppiatrice italiana
- 24 maggio - Artie Hatzes, astronomo statunitense
- 24 maggio - Walter Moers, scrittore, sceneggiatore e fumettista tedesco
- 24 maggio - John G. Rowland, politico statunitense
- 25 maggio - Alastair Campbell, giornalista, conduttore televisivo e politico britannico
- 25 maggio - Éder, allenatore di calcio e ex calciatore brasiliano
- 25 maggio - Eugen Freier, ex calciatore e allenatore di calcio polacco
- 25 maggio - Alan Hardy, ex cestista statunitense
- 25 maggio - Antonio Malerba, politico italiano
- 25 maggio - Mark McGhee, allenatore di calcio e ex calciatore scozzese
- 25 maggio - Bruce Miller, ex calciatore canadese
- 25 maggio - Antônio Pereira da Silva, ex arbitro di calcio brasiliano
- 25 maggio - Claudio Ridolfo, doppiatore italiano
- 26 maggio - Mary Bell, serial killer britannica
- 26 maggio - Bärbel Köster, ex canoista tedesca
- 26 maggio - François Legault, politico e imprenditore canadese
- 26 maggio - Ulrike Lunacek, politica austriaca
- 26 maggio - Olivia Pascal, attrice tedesca
- 26 maggio - Roberto Ravaglia, ex pilota automobilistico italiano
- 26 maggio - Giorgio Samorini, botanico italiano
- 26 maggio - Clive Walker, ex calciatore inglese
- 26 maggio - Uğur Yücel, attore, regista e sceneggiatore turco
- 26 maggio - Bohumír Zeman, ex sciatore alpino ceco
- 26 maggio - ʿAlāʾ al-Aswānī, scrittore egiziano
- 27 maggio - Mike Dunlap, allenatore di pallacanestro statunitense
- 27 maggio - Chelsea Field, attrice e ex ballerina statunitense
- 27 maggio - Bruce Furniss, ex nuotatore statunitense
- 27 maggio - Duncan Goodhew, ex nuotatore britannico
- 27 maggio - David Greenwood, cestista statunitense († 2025)
- 27 maggio - Sergio Hernández, attore cileno
- 27 maggio - Raimund Hörmann, ex canottiere tedesco
- 27 maggio - Allen Leavell, ex cestista statunitense
- 27 maggio - Alonso López, ex calciatore colombiano
- 27 maggio - Gianluca Marchi, giornalista italiano
- 27 maggio - Shen Xiangfu, allenatore di calcio e ex calciatore cinese
- 27 maggio - Siouxsie Sioux, cantautrice britannica
- 27 maggio - Randy Stephens, cestista colombiano († 2025)
- 28 maggio - Leah Ayres, attrice statunitense
- 28 maggio - Véronique Brouquier, ex schermitrice francese
- 28 maggio - Susanna Driano, ex pattinatrice artistica su ghiaccio italiana
- 28 maggio - Kirk Gibson, ex giocatore di baseball e allenatore di baseball statunitense
- 28 maggio - Niccolò Guicciardini, storico della scienza italiano
- 28 maggio - Ben Howland, allenatore di pallacanestro e ex cestista statunitense
- 28 maggio - Karin Hänel, ex lunghista tedesca
- 28 maggio - Klaus Lindenberger, allenatore di calcio e ex calciatore austriaco
- 28 maggio - Antonio López Habas, allenatore di calcio e ex calciatore spagnolo
- 28 maggio - Gaspare Nuccio, politico italiano
- 28 maggio - Frank Schätzing, scrittore tedesco
- 28 maggio - Walter R. Tucker III, politico statunitense
- 28 maggio - Francesca Vettori, attrice, doppiatrice e dialoghista italiana
- 28 maggio - Bob van der Houven, doppiatore, musicista e personaggio televisivo olandese
- 29 maggio - Martín Caparrós, giornalista e scrittore argentino
- 29 maggio - Jeb Hensarling, politico statunitense
- 29 maggio - Dirk Hupe, ex calciatore tedesco
- 29 maggio - Clara Law, regista e sceneggiatrice hongkonghese
- 29 maggio - Ted Levine, attore statunitense
- 29 maggio - Mohsen Makhmalbaf, regista, sceneggiatore e produttore cinematografico iraniano
- 29 maggio - Luca Mosca, compositore e pianista italiano
- 29 maggio - Jean-Christophe Yoccoz, matematico francese († 2016)
- 30 maggio - Jesús Guzmán, ex ciclista su strada spagnolo
- 30 maggio - Katalin Győrffy, ex schermitrice ungherese
- 30 maggio - Edland Man, artista, illustratore e fotografo olandese
- 31 maggio - Sidi Mohamed Ould Boubacar, politico mauritano
- 31 maggio - Thom Brennan, musicista e compositore statunitense
- 31 maggio - Fabrizio Costa, regista italiano
- 31 maggio - Vito Da Ros, ex ciclista su strada italiano
- 31 maggio - Chuck Fusina, ex giocatore di football americano statunitense
- 31 maggio - Antiniska Nemour, attrice italiana
- 31 maggio - Kyle Secor, attore statunitense
- 31 maggio - Federico Sorrentino, magistrato e giurista italiano